# Arroz de levadura roja

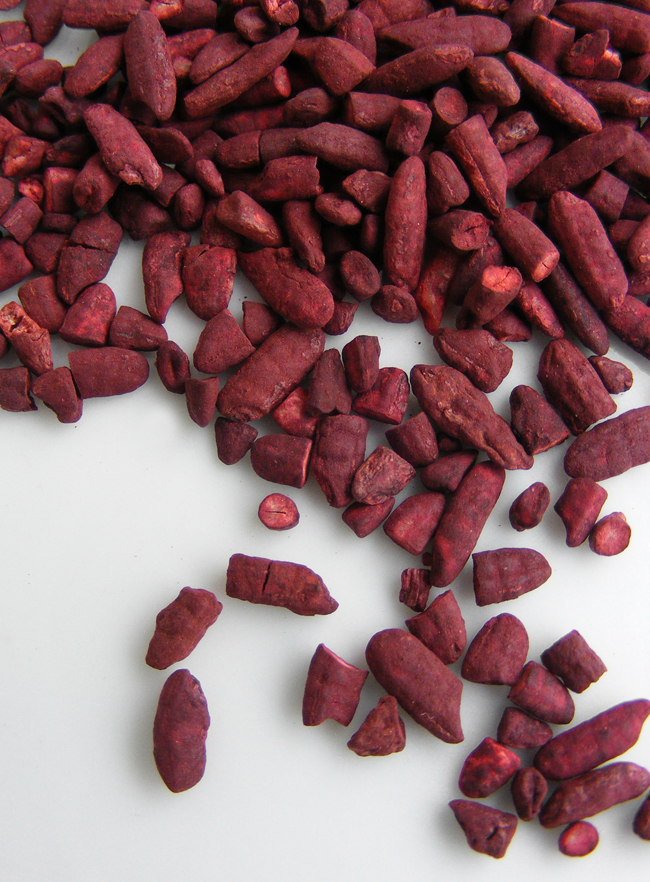
Arroz de levadura roja

El arroz de levadura roja (chino simplificado: 红曲米; chino tradicional: 紅 麴 米); Pinyin: hóng qū mǐ; literalmente "arroz de levadura roja"), arroz rojo koji (べ に こ う じ, koji rojo) o akakoji (あ か こ ぎ, también llamado koji rojo), arroz rojo fermentado, arroz kojic rojo, arroz koji rojo, Anka o ang-kak, es un arroz fermentado rojizo brillante, que adquiere su color al ser cultivado con la levadura Monascus purpureus.
El arroz de levadura roja es lo que se conoce como un "koji" en japonés, que significa "grano o frijol cubierto con una capa de moho", una preparación de alimentos tradicional que se remonta a 300 AC.  Tanto en la literatura científica y popular en inglés que se basa principalmente en japonés, el arroz de levadura roja se refiere más a menudo como "arroz rojo koji". Las obras inglesas que favorecen fuentes chinas pueden preferir la traducción "arroz de levadura roja".
Debido al bajo costo de los colorantes químicos, algunos productores de arroz de levadura roja han adulterado sus productos con el colorante Rojo Sudan G.

## Usos

### Culinarios
El arroz de levadura roja se utiliza para colorear una amplia variedad de productos alimenticios, incluyendo tofu en vinagre, vinagre de arroz rojo, char siu, pato de Pekín y pasteles chinos que requieren colorante rojo. También se utiliza tradicionalmente en la producción de varios tipos de huangjiu chino (Shaoxing jiu), sake japonés (akaisake), y vino de arroz coreano (hongju), impartiendo un color rojizo a estos vinos. Aunque se utiliza principalmente para su color en la cocina, el arroz de levadura roja imparte un sabor sutil pero agradable a la comida y se utiliza comúnmente en la cocina de las regiones de Fujian de China.

### Medicina tradicional china
Además de su uso culinario, el arroz de levadura roja también se utiliza en la herbolaria china y la medicina tradicional china. Su uso se ha documentado ya en la dinastía Tang en China en el 800 DC. Se toma internamente para vigorizar el cuerpo, ayuda en la digestión y revitalizar la sangre.  Una descripción más completa se encuentra en la farmacopea tradicional china, Ben Cao Gang Mu-Dan Shi Bu Yi, de la dinastía Ming (1378-1644).

### Levadura roja arroz y medicamentos
A fines de la década de 1970, investigadores de los Estados Unidos y Japón aislaban la lovastatina del Aspergillus y la monacolina K del Monascus, respectivamente, siendo este último el mismo hongo utilizado para elaborar el arroz de levadura roja pero cultivado bajo condiciones cuidadosamente controladas. El análisis químico pronto mostró que la lovastatina y la monacolina K son idénticas. El artículo "El origen de las estatinas" resume cómo los dos aislamientos, las documentaciones y las solicitudes de patente fueron con sólo meses de diferencia. Lovastatin se convirtió en el medicamento patentado Mevacor para Merck & Co. El arroz de levadura roja se convirtió en un suplemento dietético polémico sin receta en los Estados Unidos y otros países.
La lovastatina y otros fármacos prescritos del tipo de las estatinas inhiben la síntesis de colesterol bloqueando la acción de la enzima HMG-CoA reductasa. Como consecuencia, se reduce el colesterol total circulante y el colesterol LDL. En un metaanálisis de 91 ensayos clínicos aleatorizados de ≥12 semanas de duración, que totalizaron 68.485 participantes, el colesterol LDL se redujo en un 24-49% dependiendo de la estatina. Diferentes cepas de hongos Monascus producirán diferentes cantidades de monacolinas. La cepa "Went" de Monascus purpureus (purpureus = rojo oscuro en latín), cuando se fermenta y procesa adecuadamente, producirá un polvo de arroz de levadura roja seco que contiene aproximadamente un 0,4% de monacolinas, y de ellas la mitad de monacolina K (idéntica a la lovastatina ). El contenido de monacolina de un producto a base arroz de levadura roja se describe en un informe de ensayo clínico de 2008.

### Restricciones reglamentarias
La posición de la Food and Drug Administration (FDA), la Agencia de Alimentos y Medicamentos de EE. UU., es que los productos a base de arroz de levadura roja que contienen monacolina K, es decir, lovastatina, son idénticos a un fármaco y, por lo tanto, sujetos a regulación como fármaco. En 1998, la FDA inició una acción para prohibir un producto (Cholestin) que contenía extracto de arroz de levadura roja. El Tribunal de Distrito de los Estados Unidos en Utah permitió que el producto se vendiera sin restricciones. Esta decisión se revocó por recurso ante el Tribunal de Apelaciones de los Estados Unidos. (Moore, 2001) (véase Lectura adicional: PDRhealth). A partir de entonces, la FDA envió cartas de advertencia a las empresas que venden arroz de levadura roja. El producto desapareció del mercado por algunos años.
En 2003, los productos de arroz de levadura roja comenzaron a reaparecer en el mercado estadounidense. En 2007, la FDA envió cartas de advertencia a dos compañías de suplementos dietéticos. Una estaba haciendo una declaración de contenido de monacolina sobre su producto RYR y el otro no, pero la FDA observó que ambos productos contenían monacolinas. Ambos productos fueron retirados. La FDA también emitió un comunicado de prensa de advertencia (vea Lectura adicional: FDA 2007). El quid de la liberación fue que los consumidores deben "... no comprar o comer productos de arroz de levadura roja ... puede contener un medicamento no autorizado que podría ser perjudicial para la salud". La razón de ser de "... dañinos para la salud ..." fue que los consumidores podrían no entender que los peligros del arroz de levadura roja que contenga monacolina podrían ser los mismos que los de las estatinas con receta.
Desde 2016 hay al menos 30 marcas disponibles. Muchos de estos evitan la restricción de la FDA por no tener ningún contenido de monacolina apreciable. Sus etiquetas y sitios web no dicen más que "fermentado según los métodos tradicionales asiáticos" o "similar al utilizado en aplicaciones culinarias". El etiquetado de estos productos a menudo no dice nada sobre el colesterol. Si no contienen lovastatina, no afirman que contienen lovastatina, y no hacen una vindicación de bajar el colesterol, no están sujetos a la acción de la FDA. Dos revisiones confirman que el contenido de monacolina de suplementos dietéticos de arroz de levadura roja puede variar en un amplio rango, con algunos contienen monacolinas en cantidades despreciables.

### Evidencia clínica
La cantidad típicamente usada en ensayos clínicos es de 1200-2400 mg / día de arroz de levadura roja que contiene aproximadamente 10 mg de monacolinas totales, de los cuales la mitad son monacolina K. Esto plantea una pregunta acerca de la función de las otras monacolinas y compuestos no monacolinicos en los productos, como el contenido de monacolina K es inferior a lo que se considera generalmente eficaz para la lovastatina (20-80 mg / dy). En 2006, Liu et al. publicaron un metanálisis de ensayos clínicos. El artículo citó 93 ensayos clínicos publicados y controlados (91 publicados en chino). El colesterol total disminuyó en 35 mg / dl, el colesterol LDL en 28 mg / dl, los triglicéridos en 35 mg / dl y el colesterol HDL aumentó en 6 mg / dl. La incidencia de efectos adversos notificados osciló entre el 1,3% y el 36%. De los ensayos clínicos revisados en el metanálisis, el único estudio realizado en los Estados Unidos informó una reducción del 22% del colesterol LDL después de 12 semanas.
Posterior al metanálisis de 2006, se desarrolló una serie de artículos que informan sobre un ensayo masivo realizado en China: el Estudio de Prevención Secundaria Coronaria de China (CCSPS). Cerca de 5.000 pacientes después del ataque cardíaco se matricularon durante un promedio de 4,5 años para recibir un placebo o un producto RYR llamado Xuezhikang (血脂康). Se trata de un extracto de etanol de arroz de levadura roja, con un contenido total de monacolinas de aproximadamente 0,8%. También se vende como Lipascor. Resultados clave de CCSPS: En el grupo tratado, el riesgo de ataques cardíacos posteriores se redujo en un 45%, las muertes por causas cardíacas en un 31% y las muertes por todas las causas en un 33%. Algunos de los artículos informan sobre subconjuntos de la población, es decir, sólo los diabéticos o simplemente hipertensos.
Los ataques cardíacos y los resultados de la muerte cardiovascular parecen ser mejores que lo que se ha informado con los medicamentos recetados. Una revisión de 2008 señaló que los efectos cardioprotectores de las estatinas en las poblaciones japonesas se producen a dosis más bajas que las que se necesitan en las poblaciones occidentales y teorizó que la baja cantidad de monacolinas encontradas en Xuezhikang puede ser más efectiva. Otros han especulado que fitosteroles o sustancias desconocidas en Xuezhikang también contribuyen a los beneficios.

### Seguridad
No se ha establecido la seguridad de los productos de arroz de levadura roja y se ha encontrado que algunos suplementos comerciales contienen altos niveles de la toxina citrinina. Dado que los productos comerciales pueden tener cantidades muy variables de monacolinas, y rara vez declaran este contenido en la etiqueta, la definición del riesgo es difícil. Proveedores de ingredientes también han sido sospechosos de adulterar ("spiking") preparaciones de arroz de levadura roja con lovastatina purificada. Como evidencia, un análisis publicado informó que varios productos comerciales eran casi enteramente monacolina K - lo que ocurriría si se añadiera el fármaco lovastatina - en lugar de la composición esperada de muchos compuestos de monacolina. Se sabe que los fármacos de estatinas causan daño al músculo y al hígado. La rabdomiólisis asociada a las estatinas pueden conducir a daño renal y posiblemente insuficiencia renal. Esta es la razón por la que son medicamentos recetados en lugar de sin receta, y con recomendaciones de que los médicos de los pacientes programar pruebas de función hepática sobre una base regular. Hay muchos informes de casos en la literatura de la miopatía muscular y daño hepático como resultado del uso de arroz de levadura roja.

  En 2009, Becker et al. informaron sobre un ensayo en los Estados Unidos que incluyó 62 pacientes con mialgias asociadas a estatinas conocidas. La mitad obtuvo un producto RYR (3600 mg / día, 13 mg monacolinas, 6 mg monacolina k) durante 24 semanas; Y la mitad recibieron un placebo. En el grupo tratado, el colesterol LDL disminuyó un 21%. Dos pacientes abandonaron debido a mialgia, 1 por diarrea y 1 por mareos. En el grupo de placebo, uno abandonó por mialgia. La creatina fosfoquinasa aumentó ligeramente en el grupo tratado (de 122 a 128 UI / L) versus disminución con placebo (117 a 101 UI / L), pero los cambios no fueron estadísticamente significativos. Para los que completaron el ensayo, las puntuaciones subjetivas de dolor muscular fueron similares para los dos grupos.
La levadura roja es probablemente insegura durante el embarazo. Ha causado defectos de nacimiento en animales, y no hay suficiente información sobre la seguridad del uso de levadura roja durante la lactancia.
Un nuevo estudio plantea que los suplementos de arroz de levadura roja podrían conllevar los mismos riesgos de salud que las estatinas y que debe promoverse el monitoreo continuo de los suplementos dietéticos, apoyando así la intervención de los organismos reguladores.